# Bank of Burden
Bank of Burden, född 1 mars 2007 i Kentucky i USA, är ett engelskt fullblod, mest känd för att ha segrat i fyra upplagor av Stockholm Cup International (2011, 2012, 2014, 2015). Han är till 2022 den skandinaviska galopphäst som sprungit in mest pengar genom tiderna.

## Bakgrund
Bank of Burden är en fuxvalack efter Hawk Wing och under Wewantitall (efter Pivotal). Han föddes upp av Bjarne Minde i Kentucky och ägdes av svenska Stall Trick Or Treat. Han tränades under tävlingskarriären av Niels Petersen och reds oftast av Per-Anders Gråberg.
Bank of Burden tävlade mellan 2009 och 2016 och sprang in totalt 9 923 477 kronor på 61 starter, varav 19 segrar, 9 andraplatser och 10 tredjeplatser. Han tog karriärens största segrar i Stockholm Cup International (2011, 2012, 2014, 2015). Han segrade även i Norskt St Leger (2010), Walter Nilsens Minneløp (2011), Valley Chapel Memorial (2011), Marit Sveaas Minneløp (2012, 2014) och Stockholms Stora Pris (2014).

## Karriär
Bank of Burden började tävla som tvååring, och gjorde tre starter under debutsäsongen, men lyckades inte segra. Under treåringssäsongen segrade han bland annat i Norskt St Leger, och var fyra i Norskt Derby.
Bank of Burden gjorde även kortare sejourer i Dubai mellan 2011 och 2015, men lyckades aldrig att ta någon seger.
Då han tog sin tredje seger i Stockholm Cup International 2014 blev han den skandinaviska galopphäst som sprungit in mest pengar genom tiderna. När han segrade i löpet även 2015 blev han den sista segraren av löpet på Täby Galopp.
Han gjorde sin sista start i karriären den 11 september 2016 på Bro Park, då han jagade sin femte seger i Stockholm Cup International. I löpet slutade han på tionde plats.